# Fekete szitakötő
A fekete szitakötő (Sympetrum danae) az egész északi féltekén elterjedt, jellegzetes színezetű, kis szitakötőfaj.

## Előfordulása
A fekete szitakötő az északi félteke mérsékelt és hűvös éghajlatú régióiban honos: Közép- és Észak-Európában, Szibériában, Japánban és Észak-Amerikában (Kanadában és az Egyesült Államok északi részén). Magyarországon a hegyvidékek lakója.
Magyarországon nem védett.

## Megjelenése
Kis szitakötőfaj, testhossza 29–35 mm, szárnyfesztávolsága 45–55 mm között van. Az ivarérett példányok lábai és a szárnyjegye mindkét nem esetében feketék. A fiatalok szárnyjegye még világos, testük élénksárga-fekete mintás. A hímek fokozatosan besötétednek, míg szinte teljesen feketék nem lesznek, csak potrohuk oldalán látszik még sötétbarnán-sárgán korábbi mintázatuk. Szemük fekete, szárnyuk töve átlátszó. Más fajjal nem téveszthetők össze. A hímek potroha középen elvékonyodik, míg a nőstényeké hengeres.
A fekete-sárga, idővel barnássárgává sötétedő nőstények hasonlíthatnak a rokon fajokra. Potrohuk felül sárga, alul fekete. Toruk fekete-sárgán tarkázott, oldalt három ferde sárga csík (két széles és közöttük egy keskeny, szakadozott) látható. A tor elején, felül fekete háromszög alakzat figyelhető meg. Szárnyuk töve halványsárga. A nőstények szeme felül barna, alul sárga.

## Életmódja
Lárvája hűvös, sokszor savanyú vizű kisebb tavacskákban, mocsarakban, lápi vizekben, öntözőcsatornában fejlődik. Viszonylag későn alakul át, az imágókkal július-október között lehet találkozni.

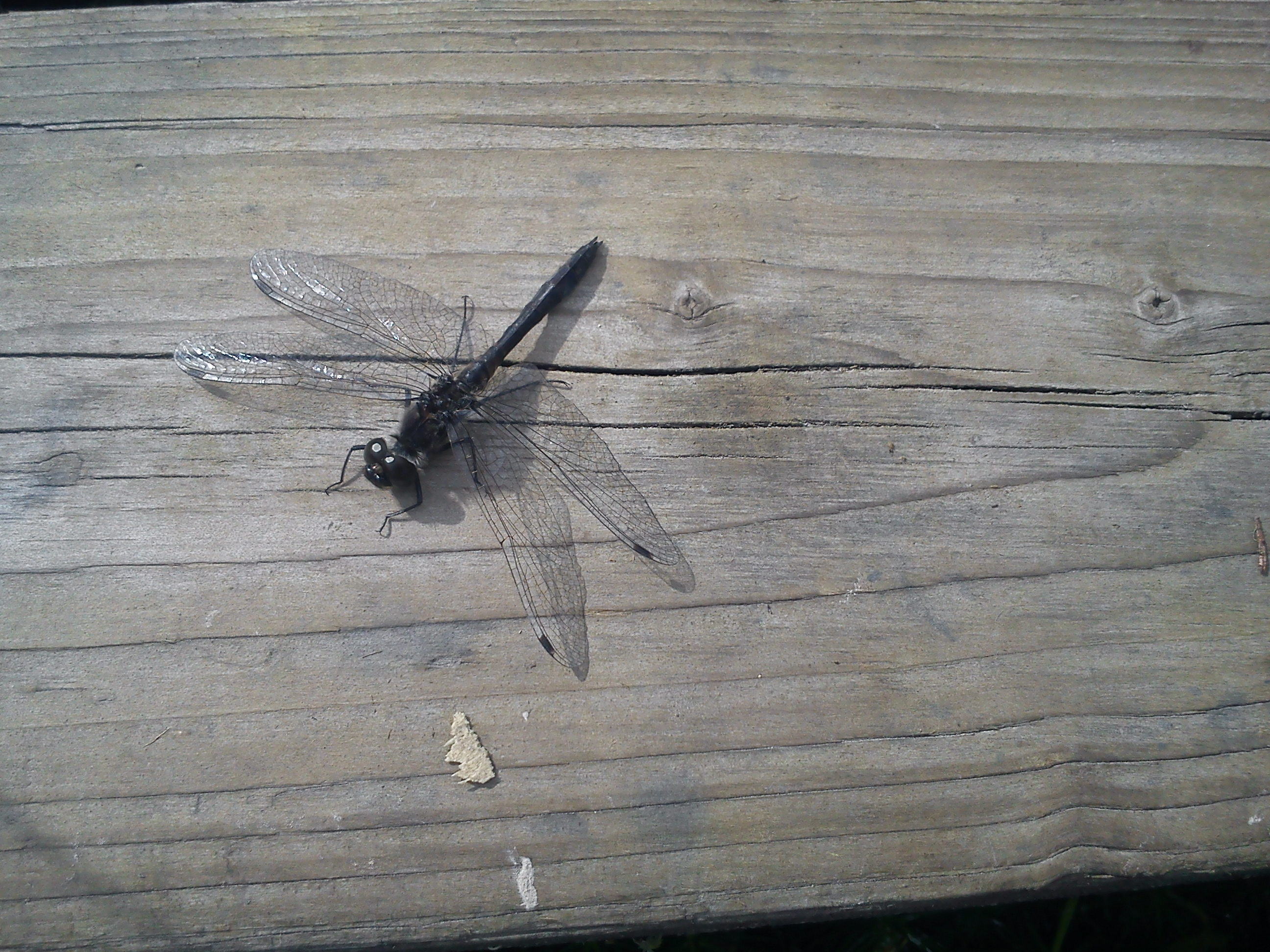
Hím fekete szitakötő
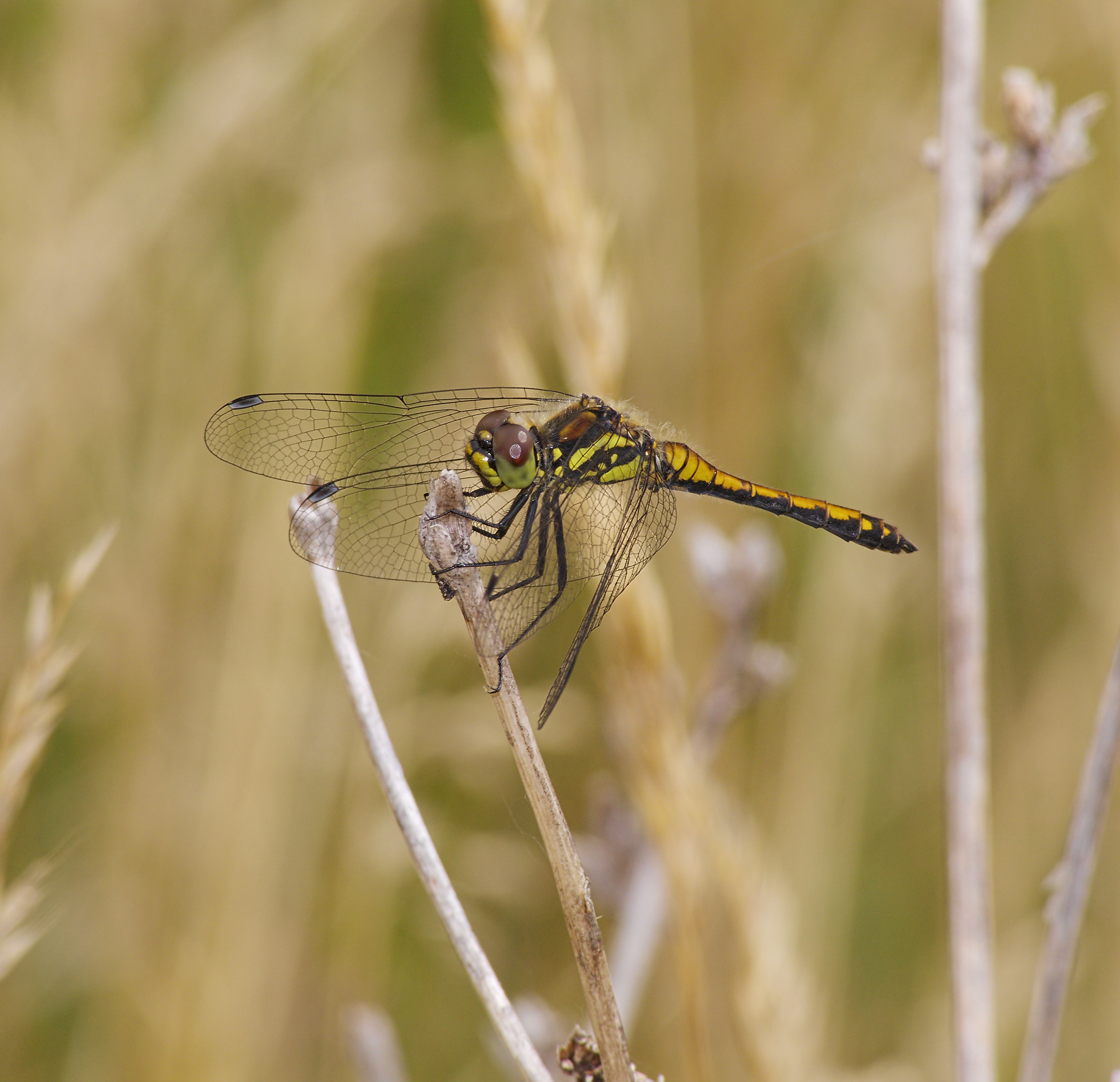
Fiatal hím
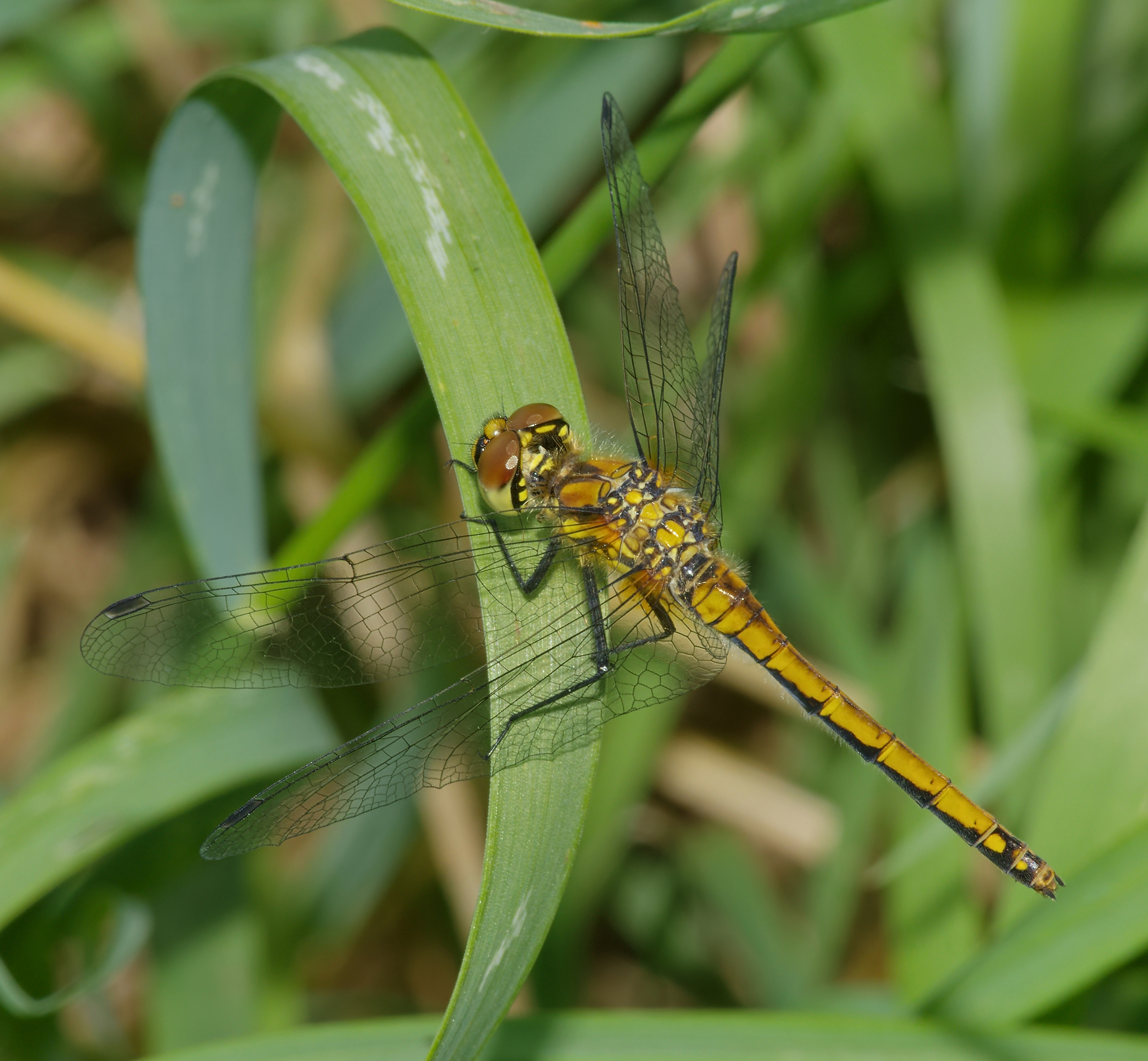
Nőstény
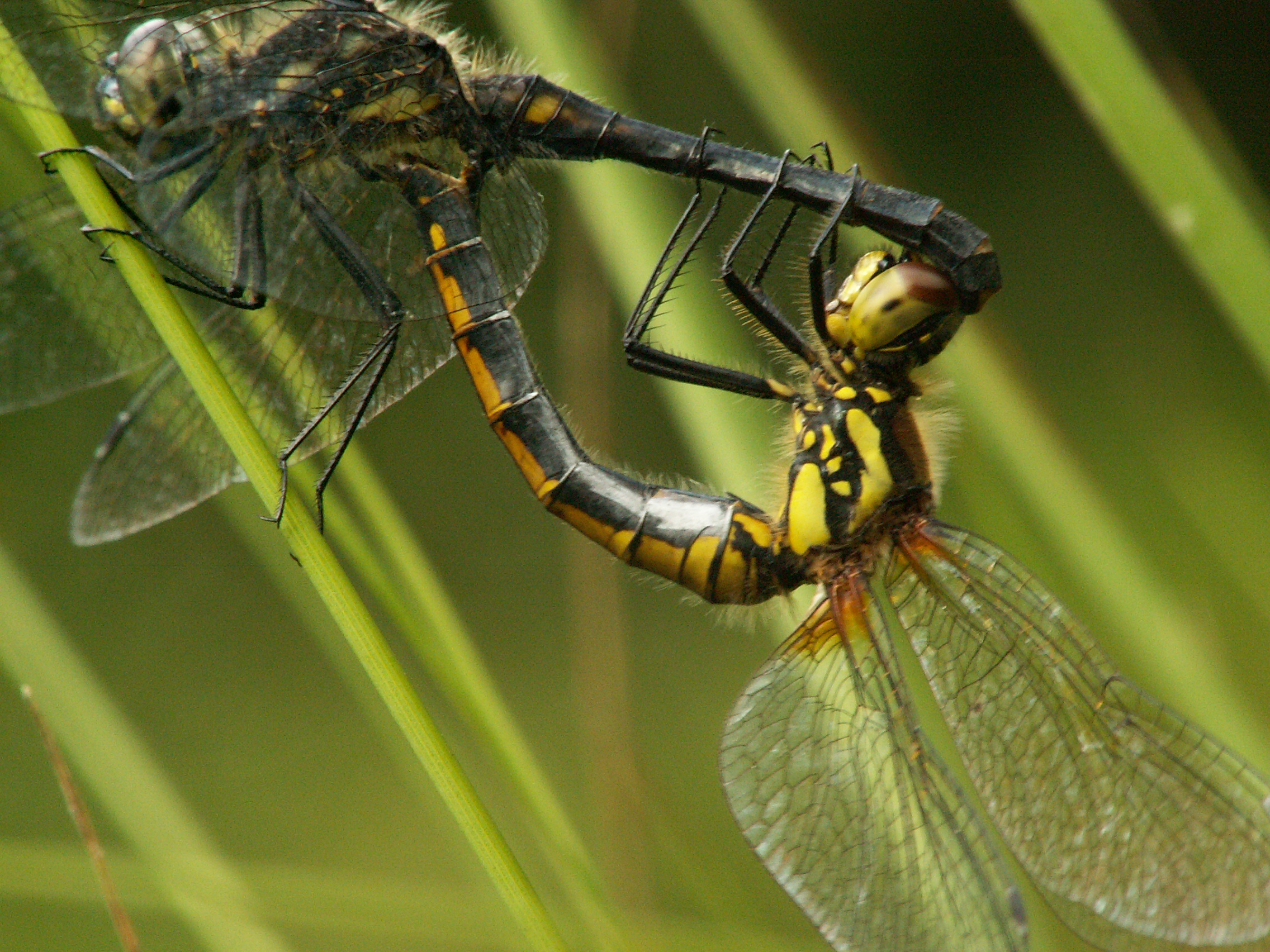
Párzó fekete szitakötők
- Videó